# Campeonato regional de fútbol de São Vicente 2015-16
El campeonato regional de São Vicente 2015-16 es el campeonato que se juega en la isla de São Vicente. Empezó el 17 de enero de 2016 . El torneo lo organiza la federación de fútbol de São Vicente. CS Mindelense es el equipo defensor del título. El Farense ascendió a primera división y debutará en la categoría, mientras el Ribeira Bote desciende para la segunda división.
El campeón se gana una plaza para disputar el campeonato caboverdiano de fútbol 2016, en caso de serlo el CS Mindelense lo hará el subcampeón al estarlo este último por ser el campeón nacional de la edición pasada. El equipo que finalice en última posición desciende a la segunda división y el que termine en novena posición juega una promoción a ida y vuelta contra el equipo que ocupe el segundo lugar de segunda división.

## Equipos participantes
- Académica do Mindelo
- Amarante
- Batuque FC
- FC Derby
- Falcões do Norte
- Farense
- CS Mindelense
- Salamansa FC

## Tabla de posiciones
Actualizado a 24 de abril de 2016
|   | Equipo               | PJ | PG | PE | PP | GF | GC | DG  | PTS |
| - | -------------------- | -- | -- | -- | -- | -- | -- | --- | --- |
| 1 | CS Mindelense        | 14 | 9  | 3  | 2  | 24 | 7  | +17 | 30  |
| 2 | FC Derby             | 14 | 7  | 6  | 1  | 26 | 11 | +15 | 27  |
| 3 | Académica do Mindelo | 14 | 5  | 7  | 2  | 15 | 10 | +5  | 22  |
| 4 | Falcões do Norte     | 14 | 5  | 6  | 3  | 18 | 15 | +3  | 21  |
| 5 | Batuque FC           | 14 | 5  | 5  | 4  | 12 | 8  | +4  | 20  |
| 6 | Salamansa FC         | 14 | 4  | 1  | 9  | 13 | 27 | -14 | 13  |
| 7 | Farense              | 14 | 3  | 2  | 9  | 15 | 27 | -12 | 11  |
| 8 | Amarante             | 14 | 3  | 0  | 11 | 11 | 29 | -18 | 9   |

|  | Clasificado para el campeonato caboverdiano de fútbol 2016. |
|  | Promoción de descenso a segunda división de São Vicente.    |
|  | Descendido a segunda división de São Vicente.               |

(C) Campeón
(P) Juega la promoción
(D) Descendido

## Resultados
| Falcões              | 1 - 1 | Mindelense | 16 de enero |
| Farense              | 0 - 2 | Salamansa  | 16 de enero |
| Académica do Mindelo | 1 - 1 | Derby      | 17 de enero |
| Batuque              | 2 - 0 | Amarante   | 17 de enero |

| Derby      | 1 - 1 | Batuque           | 30 de enero |
| Amarante   | 0 - 3 | Academica Mindelo | 30 de enero |
| Mindelense | 2 - 0 | Farense           | 31 de enero |
| Salamansa  | 0 - 4 | Falcões           | 31 de enero |

| Farense              | 1 - 3 | Derby      | 6 de febrero |
| Falcões              | 2 - 1 | Amarante   | 6 de febrero |
| Batuque              | 0 - 1 | Mindelense | 7 de febrero |
| Académica do Mindelo | 1 - 0 | Salamansa  | 7 de febrero |

| Academica Mindelo | 1 - 0 | Batuque    | 13 de febrero |
| Salamansa         | 0 - 5 | Mindelense | 13 de febrero |
| Amarante          | 2 - 1 | Farense    | 13 de febrero |
| Derby             | 4 - 0 | Falcões    | 14 de febrero |

| Falcões    | 0 - 1 | Farense              | 20 de febrero |
| Amarante   | 0 - 1 | Derby                | 20 de febrero |
| Mindelense | 0 - 0 | Académica do Mindelo | 21 de febrero |
| Batuque    | 3 - 0 | Salamansa            | 21 de febrero |

| Falcões    | 1 - 1 | Batuque              | 27 de febrero |
| Farense    | 1 - 1 | Académica do Mindelo | 27 de febrero |
| Salamansa  | 2 - 3 | Derby                | 28 de febrero |
| Mindelense | 3 - 0 | Amarante             | 28 de febrero |

| Amarante             | 1 - 3 | Salamansa  | 5 de marzo |
| Derby                | 1 - 1 | Mindelense | 5 de marzo |
| Académica do Mindelo | 0 - 0 | Falcões    | 6 de marzo |
| Batuque              | 2 - 1 | Farense    | 6 de marzo |

| Amarante   | 0 - 1 | Batuque              | 12 de marzo |
| Derby      | 1 - 1 | Académica do Mindelo | 12 de marzo |
| Salamansa  | 2 - 2 | Farense              | 13 de marzo |
| Mindelense | 2 - 1 | Falcões              | 13 de marzo |

| Academica Mindelo | 1 - 0 | Amarante   | 18 de marzo |
| Batuque           | 0 - 0 | Derby      | 18 de marzo |
| Falcões           | 2 - 1 | Salamansa  | 19 de marzo |
| Farense           | 1 - 4 | Mindelense | 19 de marzo |

| Salamansa  | 1 - 0 | Académica do Mindelo | 24 de marzo |
| Mindelense | 1 - 0 | Batuque              | 24 de marzo |
| Amarante   | 1 - 2 | Falcões              | 25 de marzo |
| Derby      | 0 - 2 | Farense              | 25 de marzo |

| Falcões    | 2 - 2 | Derby                | 2 de abril |
| Farense    | 3 - 1 | Amarante             | 2 de abril |
| Mindelense | 1 - 0 | Salamansa            | 3 de abril |
| Batuque    | 0 - 0 | Académica do Mindelo | 3 de abril |

| Salamansa            | 2 - 1 | Batuque    | 9 de abril  |
| Académica do Mindelo | 0 - 3 | Mindelense | 9 de abril  |
| Derby                | 7 - 0 | Amarante   | 10 de abril |
| Farense              | 0 - 2 | Falcões    | 10 de abril |

| Amarante          | 2 - 0 | Mindelense | 16 de abril |
| Derby             | 1 - 0 | Salamansa  | 16 de abril |
| Academica Mindelo | 5 - 2 | Farense    | 17 de abril |
| Batuque           | 0 - 0 | Falcões    | 17 de abril |

| Farense    | 0 - 1 | Batuque              | 23 de abril |
| Falcões    | 1 - 1 | Académica do Mindelo | 23 de abril |
| Mindelense | 0 - 1 | Derby                | 24 de abril |
| Salamansa  | 0 - 3 | Amarante             | 24 de abril |

| Farense                                                  | 1 - 1 | Castilho | 7 de mayo  |
| Castilho                                                 | 1 - 2 | Farense  | 14 de mayo |
| Farense permanece en la categoría al ganar la promoción. |       |          |            |

### Evolución de las posiciones
| Equipo / Jornada     | 01 | 02 | 03 | 04 | 05 | 06 | 07 | 08 | 09 | 10 | 11 | 12 | 13 | 14 |
| -------------------- | -- | -- | -- | -- | -- | -- | -- | -- | -- | -- | -- | -- | -- | -- |
| Académica do Mindelo | 6  | 2  | 2  | 2  | 3  | 3  | 3  | 4  | 3  | 3  | 3  | 4  | 3  | 3  |
| Amarante             | 7  | 8  | 8  | 6  | 6  | 7  | 8  | 8  | 8  | 8  | 8  | 8  | 8  | 8  |
| Batuque FC           | 2  | 3  | 5  | 5  | 4  | 4  | 4  | 3  | 4  | 4  | 4  | 5  | 5  | 5  |
| FC Derby             | 4  | 6  | 4  | 3  | 2  | 2  | 2  | 2  | 2  | 2  | 2  | 2  | 2  | 2  |
| Falcões              | 5  | 1  | 1  | 4  | 5  | 5  | 5  | 5  | 5  | 5  | 5  | 3  | 4  | 4  |
| Farense              | 8  | 7  | 7  | 8  | 7  | 6  | 7  | 7  | 7  | 7  | 6  | 7  | 7  | 7  |
| CS Mindelense        | 3  | 4  | 3  | 1  | 1  | 1  | 1  | 1  | 1  | 1  | 1  | 1  | 1  | 1  |
| Salamansa FC         | 1  | 5  | 6  | 7  | 8  | 8  | 6  | 6  | 6  | 6  | 7  | 6  | 6  | 6  |

| Campeón CS Mindelense 48.o título |

## Estadísticas
- Mayor goleada: Derby 7 - 0 Amarante (10 de abril)
- Partido con más goles:

Derby 7 - 0 Amarante (10 de abril)
Académica 5 - 2 Salamansa (16 de abril)
- Mejor racha ganadora: Mindelense; 5 jornadas (jornada 8 a 12)
- Mejor racha invicta: Mindelense; 12 jornadas (jornada 1 a 12)
- Mejor racha marcando: Farense; 9 jornadas (jornada 3 a 11)
- Mejores racha imbatida: Mindelense; 5 jornadas (jornada 2 a 6)